# Paul Canart
Paul Canart, prêtre, scriptor graecus de la Bibliothèque apostolique vaticane, paléographe, linguiste, codicologue et professeur, est né à Cuesmes - une section de la ville belge de Mons - le 25 octobre 1927 et est mort à Bruxelles le 14 septembre 2017. Il était conservateur au département des manuscrits de la Bibliothèque vaticane (depuis l'an 1957) et président du Comité International de paléographie grecque.

## Biographie
Paul Canart fut ordonné prêtre le 1er avril 1951 pour l’archidiocèse de Malines-Bruxelles. Il entama alors une carrière d’enseignant au collège Saint-Pierre à Bruxelles après avoir soutenu une thèse consacrée à Platon.

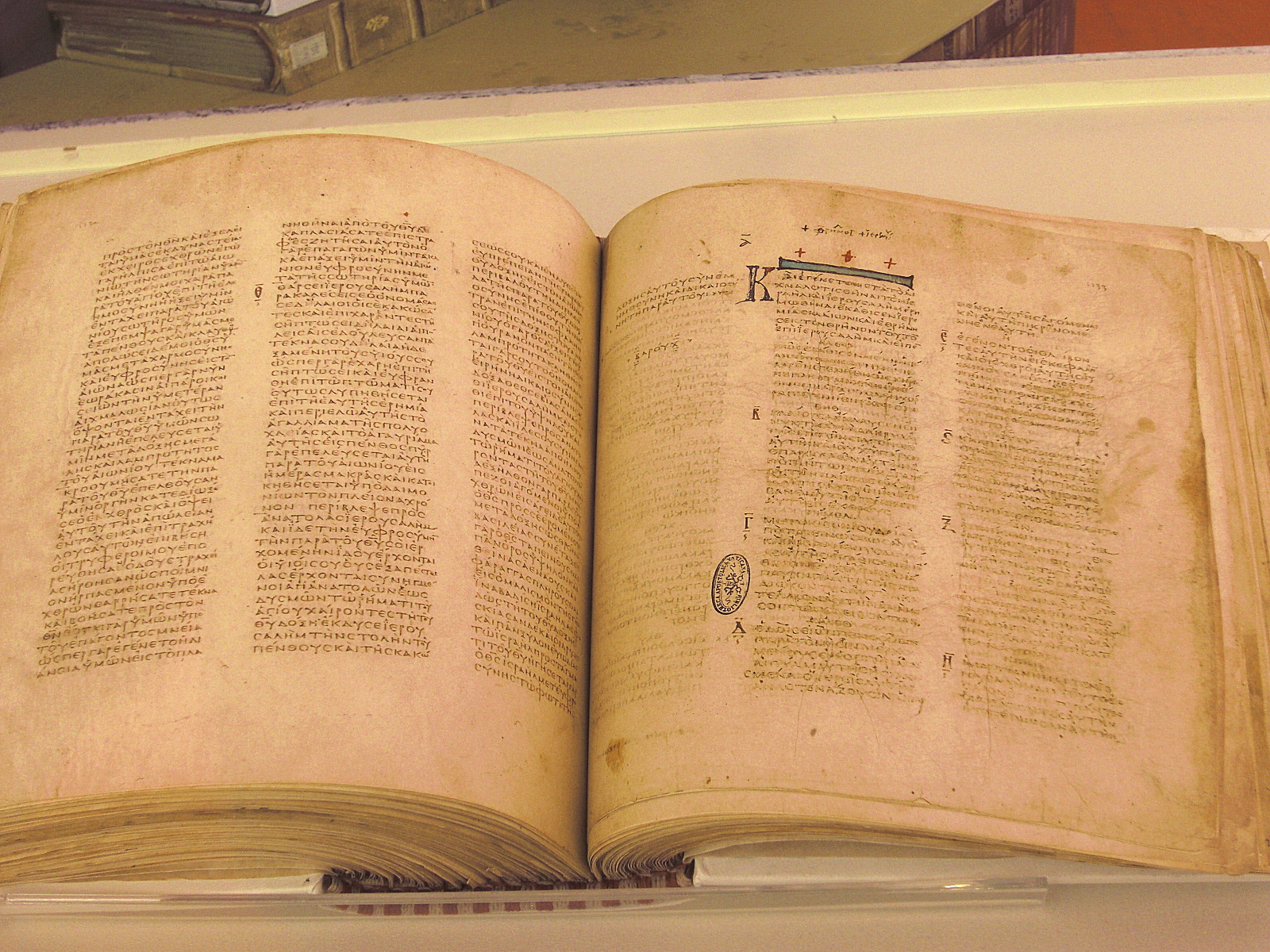
Codex Vaticanus graecus 1209, en onciale scriptio continua, fin du XVe siècle

Paul Canart fut engagé en 1957 comme scriptor graecus à la Bibliothèque apostolique vaticane et y resta pendant quarante ans : il y dirigea le département manuscrit et en fut le vice-préfet de 1994 à 1997, lorsqu'il prit sa retraite. Il se spécialisa dans l'étude et le catalogage des manuscrits grecs anciens. Il enseigna la paléographie grecque à l'École vaticane de paléographie, de diplomatique et d'archivistique, dont il fut directeur depuis l'année scolaire 1979-1980 jusqu'à l'année 1984-1985. Il fut accueilli à l'Académie des Lyncéens et élu protonotaire apostolique. Il est enterré dans le cimetière de Forest. Ses papiers ont été donnés par ses neveux à la Bibliothèque apostolique vaticane et à l'école Vaticane de Paléographie.

### Manuscrits grecs du Vatican
Dans son travail de catalogage d'anciens manuscrits grecs, il a identifié dans le manuscrit Vatican grec 1823 quatre feuilles d'une réfutation, écrite par Eutérium de Tiana, un auteur du Ve siècle. Les manuscrits grecs du Vatican appartiennent à différents genres, profanes comme religieux. Parmi les profanes il y a des œuvres d'épique, de poésie, de théâtre, d'histoire, des correspondances et des commentaires qui remontent à différentes époques. Parmi les religieux, il y a la Bible, l'exégétique, la poésie sacrée, l'hagiographie, la littérature ascétique. Le catalogage doit également comprendre la datation du manuscrit et suppose une connaissance des textes.
Paul Canart a collaboré à des revues scientifiques, telles que Scriptorium, Byzantion, Analecta Bollandiana, Scrittura e civiltà, Serta Tyriniana, Leimonis, Revue de Philologie, Le Museon, Studia codicologica, Scriptorium, Thesaurismata, Bollettino dell'Istituto centrale per la patologia del libro Alfonso Gallo, Orientalia Christiana Periodica, Studien zum Patriarchatsregister von Konstantinopel, Analecta papyrologica, La Paléographie grecque et byzantine et Praktika tes Akademias Athenon.
Il a également coopéré à des volumes de mélanges, comme Mélanges Venance Grumel ; Palaeographica diplomatica et archivistica : studi in onore di Giulio Battelli ; Miscellanea codicologica F. Masai dicata ; Nicola Sofianos e la commedia dei tre tiranni di A. Ricchi ; Venezia centro di mediazione tra Oriente e Occidente (secoli XV-XVI) : aspetti e problemi ; Studi offerti a Roberto Ridolfi ; Philomathestatos: studies in Greek and Byzantine texts presented to Jacques Noret for his sixty-fifth birthday ; Calabria bizantina : tradizione di pietà e tradizione scrittoria nella Calabria greca medievale.

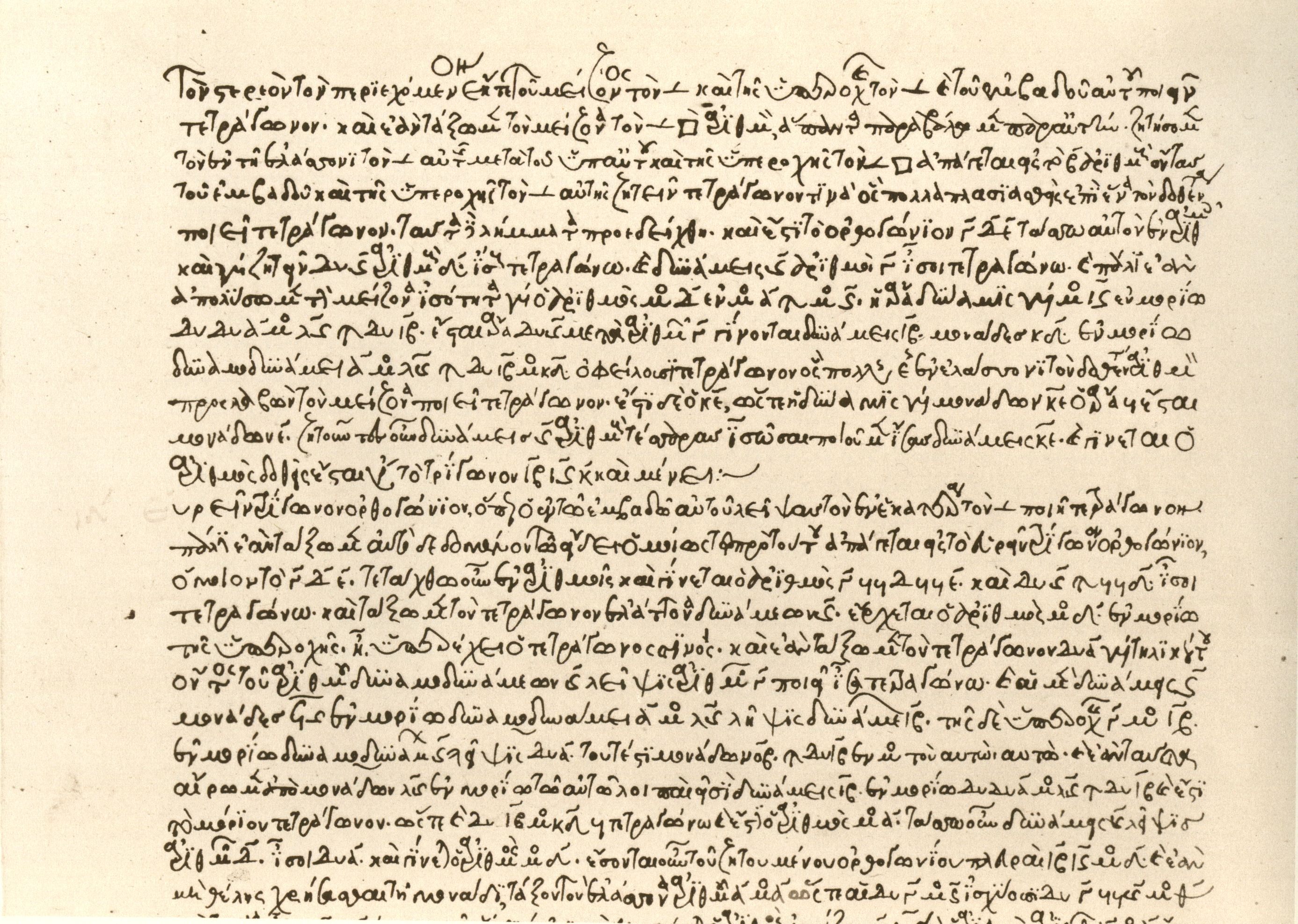
Diophante d'Alexandrie, Arithmétiques, Vaticanus graecus 191

## Œuvres

### Livres
- Les "Vaticani Graeci" 1487-1962 : notes et documents pour l'histoire d'un fonds de manuscrits de la Bibliothèque vaticane, Cité du Vatican, Biblioteca apostolica vaticana, 1979
- (it) Il libro manoscritto : appunti dalle lezioni del prof. Paul Canart, Cité du Vatican, Biblioteca Apostolica Vaticana; Scuola di Biblioteconomia, 1981-1982
- (it) Paleografia e codicologia greca : una rassegna bibliografica, Cité du Vatican, Scuola Vaticana di Paleografia, Diplomatica e Archivistica, 1991
- (it) Paolo Eleuteri et Paul Canart, Scrittura greca nell'umanesimo italiano, Milan, Il Polifilo, 1991
- (it) Santo Lucà et Paul Canart, Codici greci dell'Italia meridionale, Rome, Ministero per i beni e le attivita culturali, 2000

### Articles sur périodiques et mélanges
- « Nicéphore Blemmydès et le memoire adressé aux envoyés de Grégoire IX », Orientalia Christiana periodica : commentarii de re Orientali aetatis Christianae sacra et profana, Rome, Pontificium Institutum Orientalium Studiorum, vol. 25, nos 3-4,‎ 1959, p. 310-325.
- « Nouveaux inedits de Michel Psellos », Mélanges Venance Grumel, Paris, Institut français d'études byzantines, vol. 2,‎ 1967, p. 43-60.
- « Recentissimus, non deterrimus : le texte de la lettre 2e de Gregoire de Nysse dans la copie d'Alvise Lollino (cod. Vaticanus gr. 1759) », Zetesis : album amicorum: door vrienden en collegas aangeboden aan E. de Strycker, Antwerpen-Utrecht, De Nederlandsche Boekhandel,‎ 1973, p. 717-731.
- « Thomas Trivizanos le Cretois et Thomas Trevisan le Vénitien », Pepragmenon, diethnous kretologikou synedriou, Athenais, vol. 3,‎ 1974, p. 29-31.
- « Jean Nathanaël et le commerce des manuscrits grecs a Venise au XVIe siècle », Venezia centro di mediazione tra Oriente e Occidente (secoli XV-XVI) : aspetti e problemi, Florence, Leo S. Olschlki, vol. 2,‎ 1977, p. 417-438.
- « Démétrios Damilas alias le "Librarius Florentinus" », Rivista di studi bizantini e neoellenici, Rome, nos 14-16,‎ 1977-1979, p. 281-347.
- (en) Philip B. Payne et Paul Canart, « The Originality of Text-Critical Symbols in Codex Vaticanus », Novum Testamentum, no 42,‎ 2000, p. 105-113.
- « Les palimpsestes des fond grecs de la bibliothèque vaticaine : Une liste sommaire et quelques précisions », Philomathestatos : studies in Greek and Byzantine texts presented to Jacques Noret for his sixty-fifth birthday, Leuven, Peeters en Departement Oosterse studies,‎ 2004, p. 45-55.

### Curatelles
- La Bible du Patrice Léon : Codex Reginensis Graecus 1 : commentaire codicologique, paléographique, philologique et artistique, Cité du Vatican, Biblioteca apostolica vaticana, 2011

### Conférences
- « Cinquante ans à la Bibliothèque vaticane », Le livre et l'estampe, no 51,‎ 2005, p. 7-28[5].
- « La paléographie est-elle un art ou une science? », Scriptorium, no 60,‎ 2006, p. 159-185[6].
- (it) « Consigli fraterni a giovani catalogatori di libri manoscritti », Gazette du livre médiévale, no 50,‎ 2007, p. 1-13[7].

## Décorations
- Officier de l'ordre de Léopold